# Bækkelagets SK
Le Bækkelagets Sportsklub est un club omnisports norvégien basé Bekkelaget, aujourd'hui un quartier de l'arrondissement de Nordstrand à Oslo. Fondé en 1909 pour les activités de ski et de football, le club a par la suite intégré d'autres sections comme la course d'orientation, le handball, le floorball, l'athlétisme ou le biathlon
Mais c'est pour sa section féminine de handball que le club est principalement connu, celle-ci ayant remporté une coupe d'Europe (plus deux finales perdues) et sept compétitions nationales.

## Section handball
Maillots
Dernière mise à jour : 30 juillet 2022.

### Palmarès
compétitions internationales
- Coupe des vainqueurs de coupe (C2)
  - vainqueur (2) : 1998 et 1999
- Coupe de l'EHF (C3)
  - finaliste en 1995
- Coupe des Villes (C4)
  - finaliste en 1994
- Supercoupe d'Europe
  - finaliste en 1998 et 1999

Compétitions nationales
- Championnat de Norvège
  - vainqueur (3) : 1992, 1994 et 1999
  - deuxième (5) : 1983, 1995, 1998, 2000 et 2001
- Coupe de Norvège
  - vainqueur (4) : 1995, 1997, 1999, 2001
  - finaliste (1) : 1992
- Championnat de Norvège de handball à onze
  - vainqueur (1) : 1940

### Joueuses célèbres
Parmi les joueuses ayant évolué au club, on trouve :
- Anja Andersen : de 1989 à 1993 et de 1996 à 1999, meilleure handballeuse mondiale de l'année 1997 ;
- Camilla Andersen : de 1996 à 1997 ;
- Ausra Fridrikas : de 2000 à 2002, meilleure handballeuse mondiale de l'année 1999 ;
- Susann Goksør Bjerkrheim : de 1985 à 1997 ;
- Kjersti Grini : de 1991 à 1997 ;
- Hanne Halén : de 1998 à 2002 ;
- Hong Jeong-ho : de 1998 à 2000 ;
- Cecilie Leganger : de 1997 à 2001, meilleure handballeuse mondiale de l'année 2001.
- Gitte Madsen : de 1991 à 1995 et de 1997 à 2000 ;
- Nora Mørk : de 1996 à 2008 (formée au club) ;
- Thea Mørk : de 1995 à 2007 (formée au club) ;
- Ingrid Steen : dans les années 1980 et/ou 1990 ;
- Heidi Tjugum : de 1990 à 1997.